# Cindy Birdsong
Cynthia Ann "Cindy" Birdsong, född 15 december 1939 i Mount Holly, New Jersey, är en amerikansk sångerska som vunnit en Grammy Award. 
Ursprungligen medlem av Patti LaBelle & The Bluebelles och senare medlem i The Supremes där hon ersatte sin föregångare Florence Ballard. Hon var medlem i gruppen från 1967 till 1972, sedan igen från 1973 till 1976, då hon lämnade gruppen permanent.

## Diskografi

### Med Patti LaBelle & the Bluebelles
Album
- 1963 – Sweethearts of the Apollo
- 1963 – Sleigh Bells, Jingle Bells & Bluebelles
- 1965 – On Stage
- 1966 – Over the Rainbow
- 1967 – Dreamer

Singlar (urval)
- 1962 – "I Sold My Heart to the Junkman"
- 1963 – "Down the Aisle (The Wedding Song)"
- 1964 – "You'll Never Walk Alone"
- 1964 – "Danny Boy"
- 1966 – "Over the Rainbow"
- 1966 – "Ebb Tide"
- 1966 – "I'm Still Waiting"
- 1967 – "Always Something There to Remind Me"

### Med Diana Ross & the Supremes
Album
- 1968 – Reflections
- 1968 – Live at London's Talk of the Town
- 1968 – Diana Ross & the Supremes Sing and Perform "Funny Girl"
- 1968 – Diana Ross & the Supremes Join The Temptations (m/ the Temptations)
- 1968 – Love Child
- 1969 – Let the Sunshine In
- 1969 – Together (m/ the Temptations)
- 1969 – Cream of the Crop
- 1970 – Farewell

Singlar med Diana Ross & the Supremes (urval)
- 1968 – "I'm Gonna Make You Love Me"
- 1969 – "I'll Try Something New"
- 1969 – "The Weight"
- 1969 – "I Second That Emotion"
- 1970 – "Why (Must We Fall in Love)"

### Med The Supremes
Album
- 1970 – Right On
- 1970 – The Magnificent 7 (m/ the Four Tops)
- 1970 – New Ways but Love Stays
- 1971 – The Return of the Magnificent Seven (m/ the Four Tops)
- 1971 – Touch
- 1971 – Dynamite (m/ the Four Tops)
- 1972 – Floy Joy
- 1975 – The Supremes
- 1976 – High Energy

Singlar med The Supremes (urval)
- 1970 – "Up the Ladder to the Roof"
- 1970 – "Everybody's Got the Right to Love"
- 1970 – "Stoned Love"
- 1970 – "River Deep - Mountain High"
- 1975 – "He's My Man"

### Solo
Singlar
- 1987 – "Dancing Room"